# Visum
Een visum is een officiële toestemming een land binnen te reizen en in dat land te verblijven. Een visum wordt afgegeven door het land waar de reiziger naartoe gaat. Op deze manier kan dat land controle uitoefenen op wie het land binnenkomt.
Het woord "visum" komt van het Latijnse charta visa, "document dat bekeken is". In sommige talen, bijvoorbeeld het Engels en het Frans, is het enkelvoud dan ook visa – een woord dat in andere talen, waaronder het Nederlands en het Duits, juist het meervoud aanduidt.
Een visum kan een stempel, zegel en/of aantekening in het paspoort zijn (vaak is het een combinatie) of een apart document.
De meeste visa bevatten voorwaarden voor het bezoek. Vaak is een visum beperkte tijd geldig, na uiterlijk die tijd moet de reiziger het land verlaten hebben (standaard toeristenvisa voorzien hiervoor meestal 90 dagen). Dit kan in sommige gevallen omzeild worden door voor korte tijd het land te verlaten om daarna (op een nieuw visum) terug te keren, een zogenaamde visum of visa run. Om dit soort praktijken te ontmoedigen staat een land als Thailand dit maar twee keer per jaar toe. Let op: visumregelingen veranderen voortdurend.
Er kan worden vermeld hoe vaak de reiziger het land kan binnenkomen: de zogenoemde single entry (eenmalige toegang), double entry en multiple entry visa (onbeperkte toegang), en kan het visum voorwaarden opleggen aan het bezoek in het land, bijvoorbeeld dat de bezoeker geen activiteiten op de arbeidsmarkt mag uitvoeren.
Overtreding van deze regels, bijvoorbeeld overschrijden van de verblijfsduur of actief zijn op de arbeidsmarkt, kan leiden tot juridische sancties. Dit kan lopen van een boete die betaald moet worden bij het vertrek tot een tijdelijk of permanent verbod om het land opnieuw te bezoeken.

## Visum aanvragen
Voor sommige landen moet het visum van tevoren aangevraagd worden. Dit kan via de plaatselijke vertegenwoordiging van dat land (ambassade of consulaat) of via gespecialiseerde bedrijven. Door deze aanvraagprocedure hebben deze landen in principe de mogelijkheid een onderzoek naar het verleden van de aanvrager uit te voeren. Op grond hiervan kan besloten worden het visum, en daarmee de toegang tot het land, te weigeren. 
Andere landen verstrekken het visum op het moment dat men het land binnenkomt (visa on arrival). Vaak kan voor deze landen het visum ook vooraf aangevraagd worden, dit kan oponthoud aan de grens voorkomen.
Vaak worden voor een visum kosten berekend. Met name voor landen die geen vrij converteerbare valuta hebben, kan de uitgifte van visa een bron van inkomsten (en vreemde valuta) zijn.
Een visum kan verschillende vormen aannemen. Soms is een visum een document dat naast het paspoort bewaard moet worden, maar meestal betreft het een stempel in het paspoort of een sticker of zegel die in het paspoort geplakt wordt. Een paspoort heeft daarvoor een aantal lege pagina's. 
Een los visum (zonder paspoort) is geen geldig reisdocument.
Visa worden vooral uitgegeven door landen waar inreisbeperkingen gelden, hetzij op basis van herkomst, hetzij op basis van tijd. Zo kunnen Nederlanders en Belgen voor een aantal Golfstaten alleen een visum aanvragen als tegelijkertijd een uitnodiging van een inwoner overgelegd kan worden. Ook voor een Russisch visum is een (gewaarmerkte) uitnodiging vereist, die veelal door het hotel of het reisbureau wordt geleverd. Wie niet zo'n uitnodiging heeft, kan deze kopen bij het aanvragen van het visum (in 2017 voor € 30).

## Verschillende paspoorten
Wie veel reist kan een zakenpaspoort aanvragen: dat is een standaard paspoort maar dan met meer pagina's voor visa.
In uitzonderlijke gevallen is het mogelijk twee paspoorten tegelijk te bezitten. Dit kan specifiek aangevraagd worden indien reizen gepland zijn naar landen met onderling gevoelige, gespannen relaties. Een andere geldige reden om een tweede paspoort aan te vragen is dat de afwikkeling van een visum enige tijd kan vergen (enkele dagen bijvoorbeeld), en men dan op het tweede paspoort toch kan reizen.
Bij het aanvragen van een nieuw paspoort moet meestal het oude paspoort worden ingeleverd. Staat er nog een geldig visum in het oude paspoort, dan mag men het paspoort houden, nadat er een paar gaten in het paspoort zijn geponst.

## Soorten visa

Visum in paspoort (toeristenvisum voor Japan)

Er bestaan verschillende soorten visa:
TransitvisumDit visum geeft enkel het recht om een land te doorreizen. Een transitvisum is over het algemeen zeer beperkt geldig, variërend van enkele uren tot enkele dagen. Vaak dient de voorgenomen route doorgegeven te worden voorafgaand aan het arriveren.
ToeristenvisumDit visum voorziet toeristen en mensen die het land slechts korte termijn bezoeken en is meestal maar 90 dagen geldig.
UitreisvisumDit visum geeft een reiziger toestemming om het land te verlaten. Dit visum kan een algeheel uitreisvisum zijn of gekoppeld aan één bestemming, waarbij er voor ieder afzonderlijk land een uitreisvisum nodig zou zijn.  Dit visum kan, in tegenstelling tot de bovengenoemde visa, uitgegeven worden aan de inwoners van het eigen land. Een voorbeeld hiervan waren de Greenpeace-activisten die, nadat Poetin hen amnestie had verleend zodat hun voorarrest en uitreisverbod beëindigden, een uitreisvisum nodig hadden om Rusland te kunnen verlaten.
Tijdelijke verblijfsvergunningenDit visum maakt het voor de ontvanger mogelijk om zich tijdelijk in het land te vestigen. Naast de tijdelijke verblijfsvergunning kunnen aanvullende vergunningen nodig zijn om bijvoorbeeld te werken (work permits), een bedrijf op te richten (business permits), te studeren (study permits), met pensioen te gaan (retired persons’ permits), voor gezinshereniging (relatives permits) en voor medische behandelingen (medical treatment permits).
Permanente verblijfsvergunningen
Diplomatiek visumHet Consulair Dienstencentrum (CDC) bemiddelt bij diplomatieke, officiële en service visa.
Asielaanvragen

## Visaregelingen

### Visa in de Europese Unie
De Schengenlanden geven visa uit die geldig zijn in het gehele gebied: een visum afgegeven door een van deze landen is automatisch voor alle Schengenlanden geldig. Het visum moet worden aangevraagd in het land waar gedurende de reis de meeste tijd wordt doorgebracht, of (indien dat onbekend is) het land van inreizen. De Schengenvisa en de visa van andere landen van de Europese Unie hebben dezelfde lay-out en worden als sticker in het paspoort geplakt. Er worden vier typen onderscheiden:
- visum A: luchthaventransitvisum (voor overstappen op een EU-luchthaven, zonder daar de EU-staat binnen te komen).
- visum B: transitvisum (5 dagen geldig).
- visum C: toeristen/zakenvisum (3 maanden geldig). Voor zeer regelmatige entree kan het visum voor een langere termijn worden afgegeven (circulatievisum).
- visum D: entreevisum voor inschrijving als inwoner.

Een buitenlander die visum C wil aanvragen, heeft in sommige gevallen een garantverklaring nodig van degene in Nederland die hem uitnodigt. Het visum D is bedoeld voor mensen die zich willen vestigen in een EU-land en wordt in Nederland een machtiging tot voorlopig verblijf (MVV) genoemd.
De Europese Unie streeft naar visavrije entree voor al haar burgers in de landen waarvan de inwoners visumvrij het Schengengebied in kunnen. Deze zogenoemde visumreciprociteit is op dit moment een punt van discussie tussen de Europese Unie enerzijds, en de Verenigde Staten, Canada en (in mindere mate) Australië anderzijds. De visumplicht betreft hier vooral landen die onlangs tot de EU zijn toegetreden.

### Visa in het Koninkrijk der Nederlanden
Op dit moment wordt voor Aruba, Curaçao, Sint Maarten en Caribisch Nederland een gemeenschappelijk visum uitgegeven voor kort verblijf. Hiermee kan een persoon met een visumplichtige nationaliteit gedurende de geldigheidsperiode van het visum (standaard 6 maanden) maximaal 90 dagen per kalenderjaar in het gebied verblijven. Er mag maximaal 30 dagen onafgebroken in een van de vier landen worden verbleven.
Voor langdurig verblijf hebben personen met een visumplichtige nationaliteit een inreisvisum nodig om ter plaatse een verblijfsvergunning te kunnen aanvragen. Voor Aruba is dat een VTA-document (Voorlopige Toelating tot Aruba), voor Curaçao een Oproepingsbrief, voor Sint Maarten een Landingpermit en voor Caribisch Nederland een machtiging tot voorlopig verblijf (MVV-BES).

### Visa in België
Visa voor binnenkomst in België worden in principe aangevraagd en afgeleverd op een diplomatieke of consulaire post, waarbij de beslissing over de toekenning in handen is van de Dienst Vreemdelingenzaken. De regeling is verschillend naargelang de beoogde duur van het verblijf. Visa voor kortlopend verblijf (maximum drie maanden) worden behandeld volgens de Europese visumcode. Ze kunnen worden aangevraagd op ambassades van Schengenlanden waarmee België een vertegenwoordigingsakkoord heeft afgesloten. Visa voor langlopend verblijf zijn nationaal geregeld.

### Visa in de Verenigde Staten
In de Verenigde Staten vallen inwoners van sommige landen onder het Visa Waiver Program. Afhankelijk van het doel van het verblijf en de achtergrond van de reiziger, kan het zijn dat men al dan niet daaronder valt. Als men onder dit programma valt moet voor vertrek een ESTA worden aangevraagd. Controle hiervan vindt niet alleen plaats na aankomst in Amerika, maar ook al voor vertrek bij het inchecken op alle vluchten naar Amerika. Valt men niet onder dit programma dan moet vooraf een visum aangevraagd worden.
In januari 2016 is er een extra restrictie opgelegd. Personen die op of na 1 maart 2011 in Irak, Iran, Soedan of Syrië zijn geweest, moeten voor een reis naar of via de Verenigde Staten altijd een volledig visum aanvragen. Deze bepaling geldt ook voor personen met een dubbele nationaliteit betreffende deze landen hebben. Eventuele eerder verleende elektronische reisvergunningen (ESTA) voor deze personen werden ingetrokken.